# Alfonso Cano
|  | No s'ha de confondre amb Alonso Cano. |

Guillermo León Sáenz, conegut pel seu àlies Alfonso Cano (22 de juliol de 1948 - 4 de novembre de 2011) fou un guerriller cap de les Forces Armades Revolucionàries de Colòmbia. Fou el líder ideològic de la guerrilla des de la mort de Jacobo Arenas l'any 1990 i el seu dirigent des de la mort de Manuel Marulanda Vélez (àlies Tirofijo) l'any 2008. També era el fundador i dirigent del Partit Comunista Clandestí de Colòmbia. Fou abatut per les Forces Armades de Colòmbia el 4 de novembre de 2011 al sud-est del departament de Cauca.